# Himbleton
Himbleton – wieś w Anglii, w hrabstwie Worcestershire, w dystrykcie Wychavon. Leży 11 km na wschód od miasta Worcester i 156 km na północny zachód od Londynu. W 2001 miejscowość liczyła 415 mieszkańców.